# Tõstamaa
Tõstamaa (deutsch: Testama) ist eine ehemalige estnische Landgemeinde im Kreis Pärnu mit einer Fläche von 261 km². Der Name wurde erstmals 1553 erwähnt. Seit 2017 ist Tõstamaa Teil der Stadtgemeinde Pärnu.
In der Landgemeinde lebten 1284 Einwohner (2017). Neben dem Hauptort Tõstamaa gehörten zum Gebiet die Dörfer (küla) Alu, Ermistu, Kastna, Kavaru, Kiraste, Kõpu, Lao, Lõuka, Manija, Männikuste,  Päraküla, Peerni, Pootsi, Rammuka, Ranniku, Seliste, Tõhela, Tõlli und Värati.
Eine Attraktion der Stadt war der ehemalige Sitz der Familie de Staël-Holstein, auf dem Gut ist der berühmte Orientalist und Sinologe Baron Alexander von Staël-Holstein (1877–1937) geboren und aufgewachsen.

## Weblinks

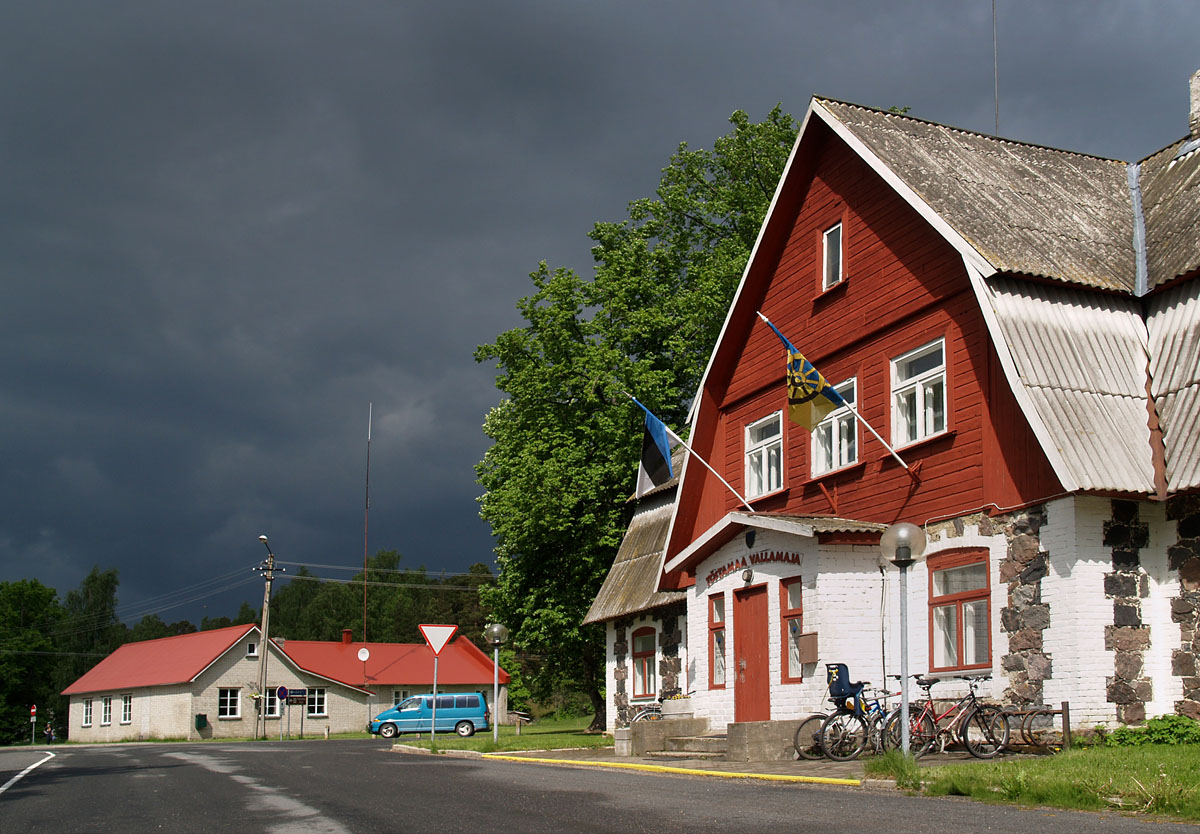
Ehemaliges Gemeindehaus

## Persönlichkeiten
- Alexander von Staël-Holstein (1877–1937), estnischer Orientalist, Indologe, Sinologe und Ostasienwissenschaftler, Hochschullehrer